# Xixi (ort)
Xixi (kinesiska: 锡溪) är en ort i Kina. Den ligger i provinsen Hunan, i den södra delen av landet, omkring 210 kilometer väster om provinshuvudstaden Changsha. Antalet invånare är 2 170.
Runt Xixi är det tätbefolkat, med 369 invånare per kvadratkilometer. Närmaste större samhälle är Yatian, 12,8 km sydost om Xixi. I omgivningarna runt Xixi växer i huvudsak blandskog.
Genomsnittlig årsnederbörd är 1 658 millimeter. Den regnigaste månaden är maj, med i genomsnitt 257 mm nederbörd, och den torraste är december, med 55 mm nederbörd.